# Coenosia graueri
Coenosia graueri är en tvåvingeart som beskrevs av Charles Howard Curran 1935. Coenosia graueri ingår i släktet Coenosia och familjen husflugor.
Artens utbredningsområde är Tanzania. Inga underarter finns listade i Catalogue of Life.